# Gammaridea
Ne doit pas être confondu avec Gammaridae.
Sous-ordre
Les Gammaridea sont un sous-ordre de crustacés de l'ordre des amphipodes.
Ce sous-ordre a été créé en 1802 par Pierre André Latreille.
Il contient environ 5 700 des 7 000 espèces d'amphipodes décrites à ce jour (environ  1 000 genres, répartis dans environ 125 familles).
Les Gammaridea comprennent presque toutes les espèces d'amphipodes vivant en eaux douces dont le Gammarus pulex, autrefois très commun en Europe et encore l'espèce la plus commune.

## Systématique
| Super-famille Ampeliscoidea - Famille Ampeliscidae Super-famille Clarencioidea - Famille Clarenciidae Super-famille Crangonyctoidea - Famille Allocrangonyctidae - Famille Artesiidae - Famille Bogidiellidae - Famille Crangonyctidae - Famille Crymostygiidae - Famille Falklandellidae - Famille Kotumsaridae - tentatively placed here - Famille Neoniphargidae - Famille Niphargidae - Famille Paracrangonyctidae - Famille Paramelitidae - Famille Perthiidae - Famille Phreatogammaridae - Famille Pseudocrangonyctidae - Famille Pseudoniphargidae - Famille Sternophysingidae Super-famille Dexaminoidea - Famille Dexaminidae - Famille Lepechinellidae Super-famille Eusiroidea - Famille Amathillopsidae - Famille Bateidae - Famille Calliopiidae - Famille Eusiridae - Famille Gammaracanthidae - Famille Gammarellidae - Famille Pontogeneiidae Super-famille Gammaroidea - Famille Acanthogammaridae - Famille Acanthonotozomatidae - Famille Anisogammaridae - Famille Baikalogammaridae - Famille Behningiellidae - Famille Cardenioidae - Famille Caspicolidae - Famille Eulimnogammaridae - Famille Gammaridae - Famille Gammaroporeiidae - Famille Iphigenellidae - Famille Macrohectopidae - Famille Mesogammaridae - Famille Micruropodidae - Famille Pachyschesidae - Famille Pallaseidae - Famille Pontogammaridae - Famille Typhlogammaridae | Super-famille Hadzioidea - Famille Carangoliopsidae - Famille Hadziidae - Famille Melitidae - Famille Metacrangonyctidae Super-famille Iphimedioidea - Famille Acanthonotozomellidae - Famille Dikwidae - Famille Epimeriidae - Famille Iphimediidae - Famille Ochlesidae - Famille Vicmusiidae Super-famille Kurioidea - Famille Kuriidae Super-famille Leucothoidea - Famille Anamixidae - Famille Leucothoidae - Famille Pleustidae Super-famille Liljborgioidea - Famille Colomastigidae - Famille Liljeborgiidae - Famille Salentinellidae - Famille Sebidae Super-famille Lysianassoidea - Famille Amaryllididae - Famille Aristiidae - Famille Cyphocarididae - Famille Endevouridae - Famille Eurytheneidae - Famille Hirondelleidae - Famille Lysianassidae - Famille Opisidae - Famille Podoprionidae - Famille Scopelocheiridae - Famille Sophrosynidae - Famille Trischizostomatidae - Famille Uristidae - Famille Wandinidae Super-famille Melphidippoidea - Famille Megaluropidae - Famille Melphidippidae Super-famille Oedicerotoidea - Famille Exoedicerotidae - Famille Oedicerotidae - Famille Paracalliopiidae Super-famille Pardaliscoidea - Famille Astyridae - Famille Hyperiopsidae - Famille Pardaliscidae - Famille Sicafodiidae - Famille Stilipedidae - Famille Vitjazianidae | Super-famille Phoxocephaloidea - Famille Cheidae - Famille Condukiidae - Famille Haustoriidae - Famille Ipanemidae - Famille Phoxocephalidae - Famille Phoxocephalopsidae - Famille Platyischnopidae - Famille Pontoporeiidae - Famille Sinurothoidae - Famille Urohaustoriidae - Famille Urothoidae - Famille Zobrachoidae Super-famille Stegocephaloidea - Famille Stegocephalidae Super-famille Stenothoidea - Famille Amphilochidae - Famille Bolttsiidae - Famille Cyproideidae - Famille Pseudamphilochidae - Famille Stenothoidae Super-famille Synopioidea - Famille Argissidae - Famille Synopiidae Super-famille Talitroidea - includes Phliantoidea - Famille Biancolinidae - Famille Ceinidae - Famille Chiltoniidae - Famille Dogielinotidae - Famille Eophliantidae - Famille Phliantidae - Famille Plioplateiidae - Famille Talitridae - Famille Temnophliantidae Incertae sedis (Classification incertaine) - Famille Cressidae - Famille Didymocheliidae - Famille Iciliidae - Famille Lafystiidae - Famille Laphystiopsidae - Famille Maxillipiidae - Famille Nihotungidae - Famille Pagetinidae - Famille Tulearidae - Famille Valettidae |